# Лакричная пицца
«Лакричная пицца» (англ. Licorice Pizza) — американский комедийно-драматический фильм о взрослении, снят режиссёром и сценаристом Полом Томасом Андерсоном, который также выступил одним из продюсеров и операторов ленты. Главные роли исполнили Алана Хаим, Купер Хоффман, Шон Пенн, Том Уэйтс, Брэдли Купер и Бенни Сафди.
Премьера фильма в избранных кинотеатрах США состоялась 26 ноября 2021 года, в широкий прокат ленты вышла 25 декабря, в России — 13 января 2022 года. Фильм получил всеобщее признание критиков, которые особенно отметили ностальгические чувства от режиссуры Андерсона и актёрскую игру Аланы Хаим и Купера Хоффмана. Лента получила три награды Национального совета кинокритиков США, в том числе в категории «Лучший фильм». Американский институт кино назвал «Лакричную пиццу» одним из лучших фильмов 2021 года. Лента также получила четыре номинации на 79-й премии «Золотой глобус».

## Сюжет
В 1973 году в долине Сан-Фернандо 15-летний актер Гэри Валентайн готовится к фотографированию на школьный альбом. Он замечает 25-летнюю Алану Кейн, помощницу фотографа, и начинает с ней флиртовать. Алана отвергает его ухаживания, но позже встречает Гэри, и у них начинается дружба. Несмотря на юный возраст Гэри развит не по годам и имеет коммерческую жилку и успех в кино, в то же время Алана хоть и является взрослой девушкой по поведению ведёт себя больше как подросток, особенно это касается неопределённости и её взаимоотношений с родителями. Гэри посещает прослушивания и готовится к пресс-туру, посвященному фильму с Люси Дулиттл в главной роли. Мать Гэри Анита не может взять его с собой на гастроли в Нью-Йорке, и Алана вместо нее сопровождает Гэри. В самолете Алана встречает Лэнса, одного из партнеров Гэри по фильму; они начинают встречаться, но расстаются после неловкого ужина с семьей Аланы.
Гэри открывает успешную компанию по продаже водяных матрасов, Алана работает в компании помощником. Однажды на выставке Гэри ложно арестовывают по подозрению в убийстве, но затем быстро отпускают. Бизнес Гэри становится весьма успешным. Алана начала испытывать симпатию к Гэри, хоть и считает странным, что всё время проводит в компании подростков, тот же в свою очередь стал вести себя спокойней с ней. Вовремя одного из удачных дней в магазин приходит давняя подруга Гэри и с которой у них возникла общая симпатия, вечером они уединились, а Алана решила проследить за ними и увидела как они целовались, это вызвало у неё дикую ревность. Когда Алана решает, что хочет попробовать себя в роли актера, агент Гэри устраивает ей прослушивание для фильма с Джеком Холденом в главной роли. После прослушивания Алана идет с Холденом в ресторан, в котором также оказываются Гэри и его друзья. Кинорежиссер Рекс Блау убеждает Холдена, любителя мотоциклов, воссоздать трюк на местном поле для гольфа, включающий прыжок через огненную рампу. Пьяный Холден сажает Алану на мотоцикл сзади, но она падает с мотоцикла. Гэри бежит к Алане, чтобы убедиться, что та не пострадала. В это время Холден успешно выполняет трюк.
Бензиновый кризис охватывает страну, и компания по производству водяных матрасов терпит крах. Гэри, Алана и друзья Гэри делают последнюю доставку в дом Джона Петерса. Петерс уходит на просмотр фильма, но перед уходом угрожает убить брата Гэри, если доставщики повредят его дом. Установив матрас, Гэри затопляет дом. По дороге их останавливает взволнованный Петерс, в машине которого кончился бензин. Они везут его на заправку, где Петерс угрожает покупателю. Алана и Гэри бросают его, по дороге Гэри останавливается и разбивает машину Петерса, но вскоре у них тоже заканчивается бензин. Алана маневрирует на грузовике задним ходом вниз по склону до заправочной станции.
В поисках жизненной цели помимо дружбы с Гэри, Алана начинает работать над избирательной кампанией в мэры члена городского совета Джоэла Вакса. Гэри ненадолго присоединяется к ней, но, услышав, что пинбол скоро будет легализован в долине Сан-Фернандо, решает открыть зал аркадных автоматов. Гэри и Алана ссорятся; Гэри высмеивает чрезмерную приверженность Аланы своей работе, в то время как Алана критикует незрелость Гэри. Пока Гэри готовится открыть свой игровой зал, Вакс приглашает Алану выпить. Она приходит в ресторан и узнает, что Вакс — гей. Вакс просит Алану притвориться девушкой его партнера Мэтью и отвезти его домой, что задевает чувства Мэтью. Алана извиняется перед Мэтью, и они говорят друг другу теплые слова в его доме. Алана идет в игровой зал Гэри, чтобы увидеть его, но Гэри ушел, чтобы найти ее в офисе Вакса. Двое встречаются и направляются в игровой зал, где целуются и убегают в ночь. Алана говорит Гэри, что любит его.

## В ролях
- Алана Хаим — Алана Кейн
- Купер Хоффман — Гэри Валентайн, молодой актёр, влюбленный в Алану
- Шон Пенн — Джек Холден (прототип Уильям Холден)
- Том Уэйтс — Рекс Блау, режиссёр фильма (прототип Марк Робсон)
- Брэдли Купер — Джон Петерс, продюсер фильма
- Бенни Сафди — Джоэл Вакс, политик, баллотирующийся на пост мэра
- Джон Майкл Хиггинс — Джерри Фрик, бизнесмен из Лос-Анджелеса, открывший отель и ресторан Mikado в 1963 году. Mikado был первым японским рестораном в долине Сан-Фернандо
- Кристин Эберсоул — Люси Дулиттл (прототип Люсиль Болл)
- Гарриет Сэнсом Харрис — Мэри Грейди, агент Валентайна
- Эмма Дюмон — Бренда
- Майа Рудольф — Гэйл
- Скайлер Джизондо — Лэнс
- Мэри Элизабет Эллис — мама Анита
- Джордж Ди Каприо — Мистер Джек

## Производство и премьера
В декабре 2019 года стало известно, что компания Focus Features будет участвовать в производстве и прокате нового фильма Андерсона, сценарий к которому был написан и спродюсирован в сотрудничестве с Ghoulardi Film Company. Metro-Goldwyn-Mayer стала дистрибьютером фильма после объявления 17 июля 2020 года о покупке прав на распространение у Focus.
В начале сентября 2020 года The Hollywood Reporter сообщил, что Купер Хоффман, сын Филипа Сеймура Хоффмана, актёра, который снимался в пяти фильмах Андерсона, станет исполнителем главной роли. Ранее стало известно, что исполнителем одной из ролей станет Брэдли Купер.
Основной съёмочный процесс закончился к 19 ноября 2020 года. 9 сентября 2021 года название фильма было изменено с изначального «Согги Боттом» на «Лакричная пицца».
В широкий прокат в США «Лакричная пицца» вышла 25 декабря 2021 года, в России — 13 января 2022 года.

## Отзывы и оценки
Фильм удостоился очень теплых отзывов от критиков и зрителей. На агрегаторе рецензий Rotten Tomatoes «рейтинг свежести» фильма составляет 90 % на основе 290 отзывов со средней оценкой 8,3 из 10. На сайте Metacritic рейтинг составляет 90 из 100 на основе 55 рецензий, что означает «очень положительные отзывы». По итогам 2021 года многие издания, в том числе Empire, Esquire, IndieWIre, The Guardian, Men’s Health, Rolling Stone, Time Out, Wired, включили «Лакричную пиццу» в свои списки лучших фильмов года.

## Награды и номинации
| Премия                              | Категория                                | Номинант                                    | Результат |
| ----------------------------------- | ---------------------------------------- | ------------------------------------------- | --------- |
| «Оскар»                             | Лучший фильм                             | Сара Мёрфи, Адам Сомнер, Пол Томас Андерсон | Номинация |
| «Оскар»                             | Лучший режиссёр                          | Пол Томас Андерсон                          | Номинация |
| «Оскар»                             | Лучший оригинальный сценарий             | Пол Томас Андерсон                          | Номинация |
| «Золотой глобус»                    | Лучший фильм — комедия или мюзикл        |                                             | Номинация |
| «Золотой глобус»                    | Лучший мужская роль — комедия или мюзикл | Купер Хоффман                               | Номинация |
| «Золотой глобус»                    | Лучший женская роль — комедия или мюзикл | Алана Хаим                                  | Номинация |
| «Золотой глобус»                    | Лучший сценарий                          | Пол Томас Андерсон                          | Номинация |
| BAFTA                               | Лучший фильм                             | Сара Мёрфи, Адам Сомнер, Пол Томас Андерсон | Номинация |
| BAFTA                               | Лучший режиссёр                          | Пол Томас Андерсон                          | Номинация |
| BAFTA                               | Лучший женская роль                      | Алана Хаим                                  | Номинация |
| BAFTA                               | Лучший оригинальный сценарий             | Пол Томас Андерсон                          | Победа    |
| BAFTA                               | Лучший монтаж                            | Энди Юргенсен                               | Номинация |
| «Выбор критиков»                    | Лучший фильм                             |                                             | Номинация |
| «Выбор критиков»                    | Лучшая комедия                           |                                             | Победа    |
| «Выбор критиков»                    | Лучший режиссёр                          | Пол Томас Андерсон                          | Номинация |
| «Выбор критиков»                    | Лучший женская роль                      | Алана Хаим                                  | Номинация |
| «Выбор критиков»                    | Лучший молодой актёр или актриса         | Купер Хоффман                               | Номинация |
| «Выбор критиков»                    | Лучший актёрский состав                  |                                             | Номинация |
| «Выбор критиков»                    | Лучший оригинальный сценарий             | Пол Томас Андерсон                          | Номинация |
| «Выбор критиков»                    | Лучший монтаж                            | Энди Юргенсен                               | Номинация |
| «Спутник»                           | Лучший фильм — комедия или мюзикл        |                                             | Номинация |
| «Спутник»                           | Лучший режиссёр                          | Пол Томас Андерсон                          | Номинация |
| «Спутник»                           | Лучший женская роль — комедия или мюзикл | Алана Хаим                                  | Победа    |
| «Спутник»                           | Лучший оригинальный сценарий             | Пол Томас Андерсон                          | Номинация |
| «Спутник»                           | Лучший монтаж                            | Энди Юргенсен                               | Номинация |
| Национальный совет кинокритиков США | Лучший фильм                             |                                             | Победа    |
| Национальный совет кинокритиков США | Лучший режиссёр                          | Пол Томас Андерсон                          | Победа    |
| Национальный совет кинокритиков США | Прорыв года                              | Алана Хаим, Купер Хоффман                   | Победа    |
| Премия Гильдии режиссёров США       | Лучший режиссёр                          | Пол Томас Андерсон                          | Номинация |
| Премия Гильдии киноактёров США      | Лучшая мужская роль второго плана        | Брэдли Купер                                | Номинация |
| Премия Гильдии продюсеров США       | Лучший фильм                             | Сара Мёрфи, Адам Сомнер, Пол Томас Андерсон | Номинация |
| Премия Гильдии сценаристов США      | Лучший оригинальный сценарий             | Пол Томас Андерсон                          | Номинация |